# アーロン・クラーク

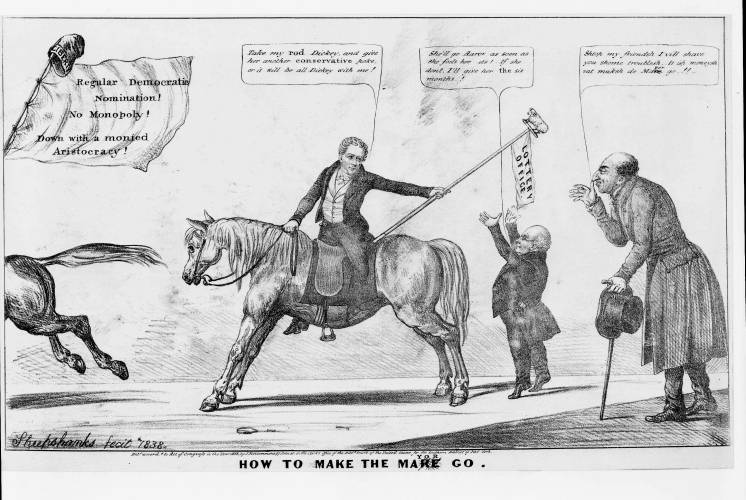
1838年の四コマ漫画。"How to Make the Mare Mayor Go"。金権政治的な選挙を風刺している。

アーロン・クラーク (Aaron Clark、1787年10月16日 – 1861年8月2日)はアメリカ合衆国の政治家。ホイッグ党に所属し、ニューヨーク市長を務めた。

## 生い立ち
ワージントンで生まれ、バーモント州で育ち、ユニオン大学に入学し、米英戦争にも参戦した。

## 政治生命
戦後、オールバニ に引っ越し、1814年から1820年にニューヨーク州議会書記官を務めた。その後、ニューヨークの銀行で働き、富くじを行い、地方政治に関わるようになった。市会議員を務め、街の政治情勢に関わるの重要な立場にいた。1837年と1838年に市長に選出され、1839年に落選した。

### 1837年選挙
1837年、1837年恐慌により、経済が崩壊し、多くの人々が失業し、ホームレスになった。 労働者や中産階級の間では"hard times"と呼ばれ、不満が高まっていた。
人々の窮状を緩和するために、彼は経済再生に焦点を当てた。彼の所属するホイッグ党のinternal improvementsに基づき、 貿易を促進し、雇用を創出するために、公費で埠頭を建設すると公約し、"ブロードウェイの西5 x 100フィートの区画の地下を一躍一区画当たり$5,000引き上げるだろう "との無謀な声明を出した。多くの民主党員による、ホイッグ党は"金持ちの党"であるとの直観と調和し、民主党は"貧困救済"の代わりに強調した。
この年、 "Equal Rights Party"()が台頭した。この党は後にLocofocosとも呼ばれるようになった。同党は1835年に民主党から分割され、internal improvementsと貧困層救済の両方に反対し、レッセフェールの代わりに独占と金と権力の統合に対して闘った。1837年にこの党がモーゼス・ジャック、タマニー・ホールと民主党はジョン・ J・モルガン、ホイッグ党はクラークを擁立した。Equal Rights Partyは民主党の票を分割し、ホイッグ党が市長選と市議会選で勝利した。結果は、クラーク16,140票、モーガン12,974票、ジャック3,911票であった。タマニー・ホールはこの事態を深く反省し、民主党は真剣にEqual Rights Partyに対処することを余儀なくされた。

### 1838年選挙
貧しい市民の大多数の間でクラークの政策が裕福な市民に有利なものであるとの認識が強まった。1838年、the newly-reconciled Democrats(新和解民主党) はタマニー・ホールの指導者アイザック・ヴァリアンを擁立した。しかし、結局はバリアンが19,411票、クラークが19,930票でクラークが勝利した。
当時、ホイッグ党は大規模な不正選挙を行っていると広く信じられていた。1838年に、当時は有権者登録法が無かった為、選挙はホイッグ党任命の職員により管理されていた。その主張には、暴力的脅迫、選挙区外からの複数の投票、その他の不正行為などが含まれていた。

### 1839年選挙
1839年は、バリアンとクラークが再び闘い、両当事者が大規模な選挙違反を犯した。バリアンが21072票、クラークが20005票でバリアンが勝利した。 選挙後、大規模な抗議があり、バリアンは最初の任期中に有権者登録法案を成立させた。この法案は、市内での選挙手続きを規則化し、将来の選挙での不正行為の発生率を減少させた。

## その後
市長として、ニューヨーク市庁舎の数ブロック北ブロードウェイのレナード通り近くに住んでいた。そこで 舞踏会を頻繁に行い、社会的支持を獲得しようとしたことから、"Dancing Mayor"の異名をとった。
市長退職後、元の商売に戻り、ハミルトン・カレッジの後援者となり、いまでも演説に対する賞(毎年開催)は彼に因んで命名されている。死の直前の1859年に彼に同賞が付与された。

## 個人生活
1815年にキャサリン・マリア・ラムと結婚した。6人の子供がいて、キャサリンは1832年に亡くなった。
ニューヨーク州ブルックリン区で死亡した。妻と共にNew York Marble CemeteryマンハッタンLower East Side, Manhattanのクラーク家地下聖堂に埋葬されている。 